# Relations entre l'Algérie et Cuba
Les relations entre l'Algérie et le Cuba sont les relations bilatérales étatiques entre la République algérienne démocratique et populaire et la République de Cuba.

## Présentation

### Comparaison entre les deux pays

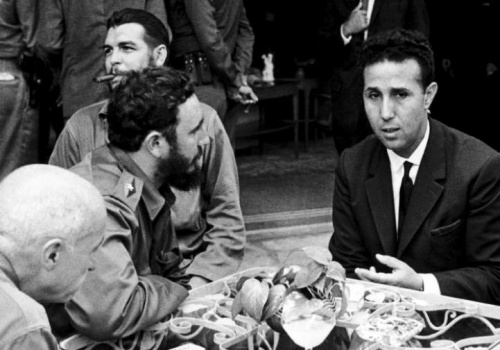
Ben Bella avec Fidel Castro à La Havane en 1962

|                                 | République algérienne démocratique et populaire | république de Cuba                    |
| ------------------------------- | ----------------------------------------------- | ------------------------------------- |
| Superficie                      | 2 381 741 km2                                   | 110 380 km2                           |
| Population                      | 45 600 000 hab.                                 | 11 540 000 hab.                       |
| Densité de population (hab/km²) | 16 hab./km2                                     | 100,7 hab./km2                        |
| Capitale                        | Alger                                           | La Havane                             |
| Plus grande ville               | Alger                                           | La Havane                             |
| Gouvernement                    | République semi-presidentiel                    | république socialiste à parti unique. |
| Langue officielle               | Arabe, berbère                                  | Espagnol                              |
| Religion principal              | Islam                                           | Christianisme                         |
| PIB                             | 267 milliards $                                 | 137 milliards (2017)                  |
| IDH (2021)                      | 0,745                                           | 0,764                                 |

## Histoire
En 1963, c'est pour l’Algérie tout juste indépendante que Cuba constitue sa première brigade médicale internationale, alors composée de 58 médecins et techniciens. La neurochirurgienne cubaine Hilda Molina est présente en Algérie au début des années 1980. Elle indique avoir été trompée, elle ne savait pas à l'époque que son « gouvernement recevait des devises étrangères en échange du travail des médecins dans des conditions précaires. » Elle estime par ailleurs que le personnel médical devrait être volontaire et regrette son utilisation à des fins de propagande.
Cuba procura également à l’Algérie une aide militaire (vingt-deux blindés de conception soviétique et plusieurs centaines de soldats) lorsque la monarchie marocaine chercha à conquérir la région de Tindouf en octobre 1963. Les combats cessèrent toutefois rapidement et les renforts cubains ne furent pas engagés.
L'Algérie et Cuba engagèrent dans les années 1960 un troc à caractère non commercial. Cuba envoyait du sucre, et l'Algérie répondait par l'envoi de produits locaux et de chevaux barbes.
Cuba ne pouvant, en raison de la surveillance étroite des États-Unis, acheminer vers l'Amérique latine des armes et des cadres militaires entrainés sur l'ile, l'Algérie décida de prendre le relais et mit en place sur son territoire des structures d'accueil pour les mouvements révolutionnaires d'Amérique latine placés sous la coordination directe de Che Guevara.